# Kongi

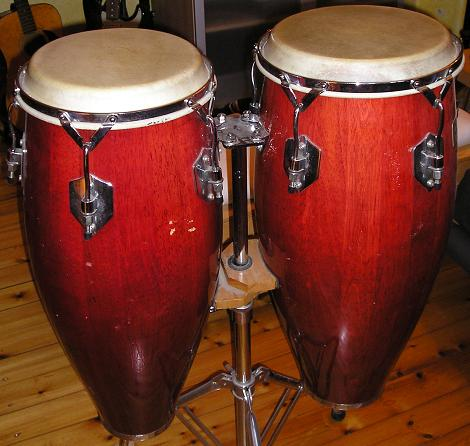
Kongi

Kongi (rodzaj żeński, oryginalna pisownia – congas) to rodzina bębnów afrykańskich wywodzących się z Kuby. W odróżnieniu od większości afrykańskich bębnów kong nie robi się z wydrążonych pni drzew, lecz, na podobieństwo beczek, z listew. W konstrukcji kongi możemy wyróżnić dwa główne elementy – opisany już korpus oraz naciąg, na który składa się naturalna lub syntetyczna (nasączona syntetycznymi środkami) skóra, przymocowana metalową obręczą. 
Pełny zestaw kong to cztery bębny (Nino, Quinto, Conga i Tumba). Zazwyczaj grając na nich solo lub włączając do zestawu "przeszkadzajek" perkusyjnych, gra się na trzech (Quinto, Conga i Tumba). W orkiestrach lub większych składach perkusyjnych role są jasno podzielone i stosuje się jeden, najwyżej dwa bębny, dowolnego typu.
Technika gry na kongach nie jest prosta i wymaga wielu ćwiczeń. Gra się na nich dłońmi, używając czasem pałeczki podobnej do tej używanej przy grze na zestawie perkusyjnym. 
Kongi są integralną częścią tradycyjnej kubańskiej kultury i muzyki. Są one używane równie często w klubach, na koncertach, jak i w trakcie seansów religijnych.
Obecnie kongi można usłyszeć w wielu gatunkach muzycznych, od jazzu poprzez rock i reggae, a także we współczesnej muzyce poważnej.